# Węzeł autostradowy Nonnweiler
Węzeł autostradowy Nonnweiler (niem. Autobahndreieck Nonnweiler, AD Nonnweiler, Dreieck Nonnweiler) – węzeł drogowy na skrzyżowaniu autostrad A1 i A62 w kraju związkowym Saara w Niemczech. Nazwa węzła pochodzi od gminy Nonnweiler.
| Z                           | Do                              | Średnie dzienne natężenie ruchu |
| --------------------------- | ------------------------------- | ------------------------------- |
| AS Nonnweiler-Bierfeld (A1) | AD Nonnweiler                   | 24 800                          |
| AD Nonnweiler               | AS Nonnweiler-Braunshausen (A1) | 16 900                          |
| AD Nonnweiler               | AS Nohfelden-Türkismühle (A62)  | 28 100                          |